# باشگاه فوتبال زلجسنیکار
باشگاه فوتبال زلجسنیکار ( سیریلیک صربی: Фудбалски клуб Жeлeзничap) ، یک تیم فوتبال در صربستان مستقر در اسمدرفو است.